# Shima
Shima (志摩市?) è una città giapponese della prefettura di Mie. La città ha ospitato il G7 del 2016 dove si sono incontrati i membri di quest'ultimo.